# El Carmen de Arriba
El Carmen de Arriba är en ort i Mexiko.   Den ligger i kommunen Santa Cruz de Juventino Rosas och delstaten Guanajuato, i den centrala delen av landet, 240 km nordväst om huvudstaden Mexico City. El Carmen de Arriba ligger 2 047 meter över havet och antalet invånare är 153.
Terrängen runt El Carmen de Arriba är huvudsakligen kuperad, men den allra närmaste omgivningen är platt. Runt El Carmen de Arriba är det ganska tätbefolkat, med 230 invånare per kvadratkilometer. Närmaste större samhälle är Salamanca, 18,5 km sydväst om El Carmen de Arriba. Omgivningarna runt El Carmen de Arriba är en mosaik av jordbruksmark och naturlig växtlighet.